# Селоум (Аризона)
Селоум (англ. Salome) — переписна місцевість (CDP) в США, в окрузі Ла-Пас штату Аризона. Населення — 1162 особи (2020).

## Географія
Селоум розташований за координатами 33°46′40″ пн. ш. 113°36′22″ зх. д. / 33.77778° пн. ш. 113.60611° зх. д. (33.777762, -113.606050). За даними Бюро перепису населення США в 2010 році переписна місцевість мала площу 86,33 км², уся площа — суходіл.

## Демографія
Згідно з переписом 2010 року, у переписній місцевості мешкало 1530 осіб у 743 домогосподарствах у складі 494 родин. Густота населення становила 18 осіб/км². Було 1078 помешкань (12/км²).
Расовий склад населення:
| - 88,6 % — білих - 0,5 % — чорних або афроамериканців - 0,4 % — азіатів - 0,3 % — корінних американців - 0,2 % — вихідців з тихоокеанських островів - 8,2 % — осіб інших рас |

До двох чи більше рас належало 1,8 %. Частка іспаномовних становила 15,8 % від усіх жителів.
За віковим діапазоном населення розподілялося таким чином: 12,2 % — особи молодші 18 років, 39,3 % — особи у віці 18—64 років, 48,5 % — особи у віці 65 років та старші. Медіана віку мешканця становила 64,4 року. На 100 осіб жіночої статі у переписній місцевості припадало 104,8 чоловіків; на 100 жінок у віці від 18 років та старших — 104,4 чоловіків також старших 18 років.
Середній дохід на одне домашнє господарство становив 43 436 доларів США (медіана — 32 175), а середній дохід на одну сім'ю — 49 179 доларів (медіана — 42 981). За межею бідності перебувало 27,4 % осіб, у тому числі 59,2 % дітей у віці до 18 років та 4,4 % осіб у віці 65 років та старших.
Цивільне працевлаштоване населення становило 287 осіб. Основні галузі зайнятості: сільське господарство, лісництво, риболовля — 44,3 %, освіта, охорона здоров'я та соціальна допомога — 16,4 %, транспорт — 11,1 %.